# Reality TV
Reality TV fue un canal de televisión por suscripción enfocado en programas de telerrealidad, originalmente perteneciente y operado por Pramer S.C.A.. A partir de 2011 quedó en manos de Chello Media. Tenía cobertura en toda América Latina. 
En 2013 fue adquirido por AMC Networks en una operación de más mil millones de dólares. El canal fue propiedad de AMC Networks International y operado por la misma empresa. En febrero del 2015 cerró sus transmisiones junto a Cosmopolitan TV.

## Historia
Pramer y Zone Vision Group anunciaron el lanzamiento en conjunto de Reality TV el 1º de marzo de 2003, dedicado a los acontecimientos más extremos e inesperados de la experiencia humana, eventos reales alrededor del mundo como choques de vehículos, rescates de vida o muerte, acontecimientos de la vida real y documentales que examinan los factores críticos que llevan hacia este tipo de eventos. La señal estuvo disponible desde el 1º de marzo para toda América Latina, viéndose en la oferta básica de sistemas de televisión paga.
El 28 de diciembre de 2003, el canal argentino América TV comenzó a emitir Reality TV, un programa basado en los contenidos del canal de televisión que se emitió hasta 2004, conducido por el actor Mike Amigorena.
En 2013 fue adquirido por AMC Networks en una operación de más mil millones de dólares. El canal fue propiedad de AMC Networks International y operado por la misma empresa.
En febrero de 2015, el canal cerró sus transmisiones junto a Cosmopolitan TV.

## Programación
Reality TV fue un canal de programación de televisión real, queriendo decir que este canal estaba basado en la captura de la experiencia humana, mostrando los acontecimientos tal y como sucedieron, con imágenes impredecibles que superan la ficción y sin ensayo previo.

## Propietarios
El canal fue creado y operado originalmente desde 2003 por la empresa argentina AMC Networks Latin America. En 2013, el canal pasó a ser parte del portafolio de canales de Chello Media Latin America, cuando Pramer cambia de nombre al fusionarse con MGM Latin America. En 2014 pasa a manos de AMC Networks, cuando ésta adquiere Chello Media Latin America.